# Korn (album)
Korn je prvi studijski album istoimenog američkog nu metal sastava. Izdan je 1994. godine a producent je Ross Robinson.

## Popis pjesama
1. "Blind"
2. "Ball Tounge"
3. "Need To"
4. "Clown"
5. "Divine"
6. "Faget"
7. "Shoots And Ladders"
8. "Predictable"
9. "Fake"
10. "Lies"
11. "Helmet In The Bush"
12. "Daddy"